# Statistički ured Republike Slovenije
Statistički ured Republike Slovenije (slovenski: Statistični urad Republike Slovenije; SURS) je neovisna vladina ustanova, odgovorna neposredno predsjedniku vlade Republike Slovenije. Djeluje na području državne statistike, usklađuje statistički sustav, imenuje metodološke standarde te skuplja i objavljuje podatke. SURS je najpoznatiji po mjesečnom izračunu inflacije i popisu stanovništva Slovenije (svakih 10 godina).

## Vanjske poveznice
- (slov.)(engl.)Statistički ured Republike Slovenije  Arhivirana inačica izvorne stranice od 24. veljače 2015. (Wayback Machine) - službena stranica